# Drusilla bilobata
Drusilla bilobata (лат.) — вид жуков-стафилинид рода Drusilla из подсемейства Aleocharinae.

## Распространение
Юго-Восточная Азия: Сабах (остров Калимантан, Малайзия).

## Описание
Мелкие коротконадкрылые жуки, длина около 5 мм. Тело блестящее, коричневое, переднеспинка красноватая, брюшко желтовато-красное с четвёртым и пятым свободными тергитами брюшка красноватыми, усики коричневые с двумя базальными члениками и основанием третьего желтовато-красные, ноги желтовато-красные. Второй членик усика короче первого, третий длиннее второго, четвертый такой же длины, как и его ширина, пятый—десятый поперечные. Глаза длиннее заглазничной области, если смотреть сверху. Сетчатость головы и переднеспинки явная, на надкрыльях поверхностная, брюшко очень поперечное и хорошо заметное. Антенны относительно длинные. Переднеспинка длиннее ширины, с широкой центральной бороздкой. Голова относительно небольшая и округлая, с чётко выраженной шеей и с очень коротким затылочным швом, оканчивающимся проксимальнее щеки.

## Систематика
Вид был впервые описан в 2014 году итальянским энтомологом Роберто Пачэ (1935—2017). Новый вид также похож на Drusilla spissatheca с Борнео, но максимальная ширина дистального бульбуса семяприемника нового вида больше (0,06 мм), чем у spissatheca (0,048 мм). Вид и род относят к подтрибе Myrmedoniina в составе трибы Lomechusini.